# Carmen Bunaciu
Carmen Bunaciu (Rumania, 15 de septiembre de 1961) es una nadadora rumana retirada especializada en pruebas de estilo espalda larga distancia, donde consiguió ser medallista de bronce mundial en 1982 en los 200 metros estilo espalda.

## Carrera deportiva
En el Campeonato Mundial de Natación de 1982 celebrado en Guayaquil (Ecuador), ganó la medalla de bronce en los 200 metros estilo espalda, con un tiempo de 2:15.40 segundos, tras la alemana Kornelia Sirch  (oro con 2:09.91 segundos que fue récord del mundo) y la australiana Georgia Parkes  (plata con 2:14.98 segundos).